# Maria do Caritó
Maria do Caritó é um filme de comédia brasileiro de 2019 baseada na obra teatral homônima de Newton Moreno. Parceria entre Globo Filmes, Das Geld, Camisa Listrada BH, Naymar, Arafoto e Afinal Filmes, o longa-metragem foi dirigido por João Paulo Jabur, com roteiro de Newton Moreno, estrelado por Lília Cabral e Kelzy Ecard.

## Elenco
- Lília Cabral como Maria do Caritó
- Kelzy Ecard como Fininha
- Leopoldo Pacheco como Coronel
- Gustavo Vaz como Anatoli
- Juliana Carneiro da Cunha como Teodora
- Sylvio Ziber como Pai
- Fernando Sampaio como Fonsequinha
- Alice Assef como Noiva ex-defunta
- Larissa Bracher como Cigana
- Priscila Steinman como Ingênua
- Fernando Neves como Monsenhor

## Prêmios
Festival de Cinema de Lapa
- Melhor Filme (Júri Popular)
- Melhor Atriz para Lília Cabral
- Melhor Atriz Coadjuvante para Kelzy Ecard
- Melhor Fotografia para André Horta
- Melhor Direção de Arte para Sérgio Silveira
- Melhor Trilha Sonora para Sacha Amback